# Ligue nationale des travailleurs chrétiens
La Ligue nationale des travailleurs chrétiens est une ligue politique qui protégeait les intérêts des travailleurs et plus particulièrement des ouvriers dans divers domaines. La Ligue voit le jour en 1921 et cesse ses activités à la fin de la Seconde Guerre mondiale, en 1945.

## Contexte historique de la Ligue nationale de travailleurs chrétiens (LNTC)
La Ligue nationale des travailleurs chrétiens (en abrégé LNTC) est née après la Première Guerre mondiale de l'exigence du mouvement flamand et des syndicats chrétiens en Flandre d'avoir une représentation équilibrée avec les conservateurs dans le Parti catholique.
La fin de la première guerre mondiale signe la mort de la Ligue démocratique belge. Cette dernière découle du catholicisme social mais elle ne bénéficie pas du soutien des forces ouvrières chrétiennes qui sont alors en plein essor<. En 1920, à la suite du souhait des démocrates-chrétiens d’une unité d’action entre les différentes organisations ouvrières chrétiennes, la Ligue démocratique belge est réorganisée. S’ensuit la structuration d’un mouvement ouvrier chrétien authentique<.
En juillet 1921, un congrès de la Ligue démocratique belge (LDB) débouche sur des décisions qui entraînent la constitution d’un comité provisoire en août de la même année<. Les débats mènent à une réorganisation du mouvement. La LDB cède la place à la Ligue nationale des travailleurs chrétiens (LNTC).
C’est donc grâce à ce premier congrès qu’est apparue la LNTC et qu’un comité provisoire a été institué. Les dirigeants de la ligue doivent être eux-mêmes des ouvriers. Ils doivent défendre le droit de l’ouvrier dans tous les domaines, et plus particulièrement dans le domaine politique. Ce droit est conféré aux ouvriers par la Constitution et par la loi. Toutefois, un risque est qu’un des groupements explicités ci-dessous prenne le contrôle sur les autres.

## Création de la Ligue
En 1921, la Ligue démocratique belge est écartée car ses idées sont vues comme une protection des patrons, des gens qui ont de l’autorité. C’est la LNTC qui va lui succéder.
L’union catholique belge (UCB) sera créée durant la même année que la LNTC (1921). L’UCB devient un parti politique qui a pour objectif de représenter le milieu ouvrier chrétien et qui intègre notamment, au niveau politique, la LNTC.
L’organisation de l’UCB se fait sous forme de “standsorganisaties” (expression flamande), à savoir une organisation qui prend en compte les Etats et groupes de la société L’Union est composée de quatre « standen » dont la LNTC fait partie. Les trois autres “standen” sont la fédération des associations et des cercles catholiques, le Boerenbond et la fédération des classes moyennes.

## Les quatre organisations ouvrières chrétiennes nationales
Quatre organisations ouvrières chrétiennes nationales vont composer la LNTC.
La première organisation est la Confédération des syndicats chrétiens (CSC). Dès le début, la CSC est favorable à la centralisation d’un organisme pour les ouvriers chrétiens. C’est elle qui va prendre l’initiative de contacter les autres organisations ouvrières chrétiennes pour exposer son idée.
La deuxième organisation est l’Alliance nationale des mutualités chrétiennes (ANMC). Son adhésion à la LNTC est assez compliquée car elle ne peut pas prendre parti dans les sujets politiques vu que ce n’est pas une organisation. Ce n’est rien de plus qu’une « liaison », une représentation.
La troisième organisation est la Fédération nationale des Ligues ouvrières féminines chrétiennes (LOFC) qui rejoindra la LNTC. Cette fédération sera rattachée à la LNTC avant d’être absorbée par la CSC en 1924.
La quatrième organisation est la Jeunesse ouvrière chrétienne (JOC) . Elle ne fait pas à proprement dire partie de la LNTC mais ses jeunes membres peuvent s’en servir pour les banques, les coopératives, les mutualités et les syndicats qui sont rattachés à la ligue.

## Activité et évolution

### Section 1. Buts et moyens pour atteindre leurs objectifs
La LNTC poursuit deux objectifs. Elle s’intéresse aux intérêts généraux des travailleurs en veillant à leur défense et leur promotion. Elle voudrait également  que les démocrates-chrétiens instaurent des réformes sociales.
Des statuts très importants de 1923 évoquent les moyens pris par la LNTC pour arriver à ses fins et ce, jusqu’en 1940. On peut y trouver l’unification et la coordination des organisations des ouvriers chrétiens, le fait que l’ouvrier soit bien représenté à la Chambre ou au Sénat, le respect d’accords conclus avec d’autres organisations affiliées à la ligue, etc.

### Section 2. Fusion avec une partie du mouvement catholique des classes moyennes (1926)
Paul Crokaert est à l’initiative du renouveau de la LNTC. En effet, la ligue va vouloir instaurer  ses propres activités sociales, ce qui débouchera, en 1926, à la fusion avec une part du mouvement catholique des classes moyennes. Au niveau social, la LNTC  met en place des syndicats qui vont aider les membres affiliés à défendre leurs intérêts. Cela va également se dérouler par le billet de caisses de grève, des assurances en cas de chômage, etc.

### Section 3. L’avant deuxième guerre
En 1929 sera créée une commission linguistique qui s’attèlera à la rédaction d’un statut linguistique.
Vers la fin des années 1930, la Ligue nationale des travailleurs chrétiens, à l'instar des socialistes, publie un règlement linguistique général. Cette action s'est toutefois réalisée de manière unie entre flamands et francophones aussi bien du côté socialiste que chrétien.
En 1933, un trou budgétaire apparaît dans les coffres de l'État qui décide de réduire les allocations, les pensions et toute autre forme subside ou d’indemnité attribué aux mutualités ou aux invalides de guerre. Grâce à ces mesures, l'État parvient à économiser 500 millions d'euros. Cependant, nombreux sont ceux qui critiquent ces décisions et un mécontentement apparaît chez les ouvriers chrétiens. Le 16 juillet 1933, la LNTC réunit un congrès extraordinaire et réussit à convaincre la majorité des participants à accepter le caractère nécessaire et obligatoire des mesures prises par le gouvernement.
Cependant, en 1934, la situation budgétaire de l'État se dégrade à nouveau. Pendant cette période surgissent des tensions entre les syndicats (CSC) et la LNTC. Les premiers reprochent aux seconds d’avoir fait des concessions. Selon eux, les ministres qui les représentent (LNTC) sont bien trop conciliants. En 1935, la LNTC va dès lors réviser ses statuts en établissant un nouvel accord de collaboration.
En 1936, la LNTC est un des groupes les plus forts du parti catholique. Sa vision est celle  d’un parti qui vise à rassembler tous les catholiques du pays afin de défendre les droits de l'Église. Ceci n’est pas un choix mais une peur d’être exclu de l’Action catholique des adultes envisagée par la hiérarchie ecclésiastique. La ligue souhaite également la fondation d’un ordre social-chrétien et l’Union catholique belge répond à ses attentes en prévoyant un unique parti national (Bloc Catholique Belge).
Peu à peu, un fossé se crée entre les deux générations de la LNTC. D’une part, les fondateurs de celle-ci sont devenus indépendants au niveau politique, syndical et coopératif et trouvent que la LNTC est devenue trop matérialiste et politique. D’autre part, les plus jeunes n’ont que des contacts limités avec la LNTC.
En ce qui concerne l’équilibre flamand/wallon au sein de la LNTC, les Flamands y sont largement majoritaires mais la domination flamande est tempérée car la LNTC « se fonde sur des fédérations d’arrondissement toutes présentées à la direction ». Toutefois en 1938, la LNTC clérico-conservatrice à dominance flamande se fait critiquer pour la première fois par des cercles wallons à la suite de l’exclusion de Jean Bodart (activiste et fondateur de la LNTC) pour cause d’indiscipline.
Dans la région  de Charleroi, la prépondérance des régionales flamandes sur le plan national aboutit à créer des tensions très vives qui s'exprimèrent notamment dans La Terre wallonne et indirectement par la réussite d'une dissidence catholique obtenant deux élus à Soignies et à Charleroi.

## La fin de la LNTC et début du mouvement ouvrier chrétien (1945)
Après la deuxième guerre mondiale, en septembre 1944, il devient nécessaire de réorganiser le pays, la société et ses composantes. Les actions politiques et syndicales cessent pour un moment et la LNTC doit interrompre ses activités. En 1945, la ligue ne peut définitivement plus poursuivre ses activités.
De nombreux changements ont lieu à la suite de la seconde guerre mondiale : « autonomie des services et des organisations constitutives, intérêt croissant pour l’action éducative et apostoliques, dissociée des activités sociales, économiques et politiques ».  Dans ce contexte, la Ligue nationale des travailleurs chrétiens se transforme en Mouvement ouvrier chrétien (MOC). Ce dernier poursuit davantage une politique familiale et se pose la question de la religion au sein de la classe ouvrière.